# Урочище «Романщина»
Уро́чище «Рома́нщина» — орнітологічний заказник місцевого значення в Україні. Розташований у межах Володимирецького району Рівненської області, біля села Дубівка, на землях запасу Каноницької сільради. 
Площа 90 га. Створений рішенням Рівненського облвиконкому № 343 від 22.11.1983 року. 
Охороняється ділянка болота серед лісу в заплаві річки Бережанка, яка є місцем гніздування перелітних птахів.